# Gare de Sérifontaine
Gare de Sérifontaine vasútállomás Franciaországban, Sérifontaine településen.

## Vasútvonalak
Az állomást az alábbi vasútvonalak érintik:
- Saint-Denis–Dieppe-vasútvonal

## Kapcsolódó állomások
A vasútállomáshoz az alábbi állomások vannak a legközelebb:
- Gare de Gournay - Ferrières
- Gare de Gisors